# Xerotricha huidobroi
Xerotricha huidobroi е вид охлюв от семейство Hygromiidae. Видът е почти застрашен от изчезване.

## Разпространение и местообитание
Разпространен е в Испания.
Обитава храсталаци и степи.